# ميخائيل غيفورد
ميخائيل غيفورد (بالإنجليزية: Mike Gifford)‏ هو دبلوماسي بريطاني، ولد في 2 أبريل 1961.